# لاري بيكيت
لاري بيكيت (بالإنجليزية: Larry Beckett)‏ هو كاتب أغاني وشاعر أمريكي، ولد في 4 أبريل 1947.

## وصلات خارجية
- لاري بيكيت على موقع ميوزك برينز (الإنجليزية)
- لاري بيكيت على موقع أول ميوزيك (الإنجليزية)
- لاري بيكيت على موقع ديسكوغز (الإنجليزية)